# Албаирате
Албаирате (итал. Albairate) је насеље у Италији у округу Милано, региону Ломбардија.
Према процени из 2011. у насељу је живело 4047 становника. Насеље се налази на надморској висини од 122 м.

## Становништво
Према резултатима пописа становништва 2011. у општини је живело 4.621 становника.
| 1931. | 1936. | 1951. | 1961. | 1971. | 1981. | 1991. | 2001. | 2011. |
| ----- | ----- | ----- | ----- | ----- | ----- | ----- | ----- | ----- |
| 2.537 | 2.487 | 2.561 | 2.546 | 2.402 | 2.828 | 3.335 | 4.148 | 4.621 |